# 1210年代
| 千纪： | 2千纪                                                                                            |
| 世纪： | 12世纪 \| 13世纪 \| 14世纪                                                                       |
| 年代： | 1180年代 \| 1190年代 \| 1200年代 \| 1210年代 \| 1220年代 \| 1230年代 \| 1240年代                 |
| 年份： | 1210年 \| 1211年 \| 1212年 \| 1213年 \| 1214年 \| 1215年 \| 1216年 \| 1217年 \| 1218年 \| 1219年 |

## 大事记
- 1211年，蒙金野狐岭战役。
- 1214年，红袄军起义。
- 1215年，蒙古占领金中都。
- 1215年，英格兰贵族逼迫国王无地王约翰签订《大宪章》。
- 1217年，成吉思汗开始西征。

## 出生
- 忽必烈（1215年）

## 逝世
- 陆游（1210年）
- 完顏允濟（1213年）
- 崔忠献（1219年）